# Liste des épisodes de Léo Mattéï, Brigade des mineurs
Cet article présente la liste des épisodes de la série télévisée Léo Mattéï, Brigade des mineurs.

## Épisodes et diffusion en France
| Saison | Nombre d'épisodes       | Horaire       | Diffusion         | Diffusion        |
| Saison | Nombre d'épisodes       | Horaire       | Début de saison   | Fin de saison    |
| ------ | ----------------------- | ------------- | ----------------- | ---------------- |
| 1      | 2                       | Jeudi 21 h 10 | 12 décembre 2013  | 12 décembre 2013 |
| 2      | 4                       | Jeudi 21 h 10 | 11 décembre 2014  | 18 décembre 2014 |
| 3      | 6                       | Jeudi 21 h 10 | 24 septembre 2015 | 21 janvier 2016  |
| 4      | 4                       | Jeudi 21 h 10 | 15 décembre 2016  | 22 décembre 2016 |
| 5      | 2 (1 en 2 parties)      | Jeudi 21 h 10 | 1er février 2018  | 1er février 2018 |
| 6      | 6 (dont 1 en 2 parties) | Jeudi 21 h 10 | 14 février 2019   | 28 février 2019  |
| 7      | 4 (2 en 2 parties)      | Jeudi 21 h 10 | 27 février 2020   | 5 mars 2020      |
| 8      | 6 (3 en 2 parties)      | Jeudi 21 h 10 | 8 avril 2021      | 22 avril 2021    |
| 9      | 6 (3 en 2 parties)      | Jeudi 21 h 10 | 17 février 2022   | 3 mars 2022      |
| 10     | 6 (3 en 2 parties)      | Jeudi 21 h 10 | 6 avril 2023      | 20 avril 2023    |
| 11     | 6 (3 en 2 parties)      | Jeudi 21 h 10 | 15 février 2024   | 7 mars 2024      |
| 12     | 6 (3 en 2 parties)      | Jeudi 21 h 10 | 24 avril 2025     | 8 mai 2025       |

### Saison 1 (2013)
Cette saison a été tournée du mardi 12 mars au mardi 9 avril 2013.
1. Les yeux dans le dos
2. Alerte : disparitions

### Saison 2 (2014)
Cette saison a été tournée du 12 mai au 7 juin pour les deux premiers épisodes, et du mardi 16 septembre au mercredi 22 octobre 2014 pour les deux épisodes suivants.
1. Manipulations
2. Au nom du fils
3. La revenante
4. Sous pression

### Saison 3 (2015-2016)
TF1 a commandé une troisième saison qui est diffusée à partir du 24 septembre 2015. Ces deux épisodes ont été tournés du 2 au 29 avril 2015.
1. Secrets de famille
2. L'amour en fuite
3. La fin de l'innocence
4. Livrés à eux-mêmes
5. Retour vers le passé
6. Génération libérée

### Saison 4 (2016)
Les deux premiers épisodes sont diffusés le 15 décembre 2016 sur TF1 et les deux suivants le 22 décembre 2016.
1. La déchirure
2. Un homme en colère
3. Hors de contrôle
4. Délit de naissance

### Saison 5 (2018)
Les deux épisodes de la saison 5 sont diffusés le 1er février 2018 en France et le 28 janvier 2018 sur La Une en Belgique.
1. L'emprise du mal - Partie 1
2. L'emprise du mal - Partie 2

### Saison 6 (2019)
Cette sixième saison est diffusée depuis le 19 janvier 2019 en Belgique sur La Une avant une diffusion à partir du jeudi 14 février 2019 sur TF1.
1. Question de goût
2. La piste des étoiles
3. Sugar daddy
4. Au bout du fil
5. Le revers de la médaille - Partie 1
6. Le revers de la médaille - Partie 2

### Saison 7 (2020)
Cette septième saison est diffusée à partir du 8 février 2020 en Belgique sur La Une avant une diffusion à partir du jeudi 27 février 2020 sur TF1.
1. La part de l'ombre - Partie 1
2. La part de l'ombre - Partie 2
3. Les liens du sang  - Partie 1
4. Les liens du sang  - Partie 2

### Saison 8 (2021)
Cette huitième saison est diffusée à partir du 20 février 2021 en Belgique sur La Une avant une diffusion à partir du jeudi 8 avril 2021 sur TF1.
1. Le silence de la mer - Partie 1
2. Le silence de la mer - Partie 2
3. Une erreur de jeunesse - Partie 1
4. Une erreur de jeunesse - Partie 2
5. Les blessures de l'enfance - Partie 1
6. Les blessures de l'enfance - Partie 2

### Saison 9 (2022)
Cette neuvième saison est diffusée à partir du 12 février 2022 en Belgique sur La Une avant une diffusion à partir du 17 février 2022 sur TF1. Elle est marquée par le départ de Xavier Mathieu, Mathilde Lebrequier et Maïra Schmitt et l’arrivée de Lola Dubini, Stomy Bugsy et Romane Portail, qui composent la nouvelle équipe du commandant Léo Mattéï.
1. La cicatrice intérieure - Partie 1
2. La cicatrice intérieure - Partie 2
3. Le poison du secret - Partie 1
4. Le poison du secret - Partie 2
5. Un petit ange gardien - Partie 1
6. Un petit ange gardien - Partie 2

### Saison 10 (2023)
Cette dixième saison est diffusée à partir du 4 mars 2023 en Belgique sur La Une avant une diffusion à partir du 6 avril 2023 sur TF1.
1. La maison de l'espoir - Partie 1
2. La maison de l'espoir - Partie 2
3. La menace fantôme - Partie 1
4. La menace fantôme - Partie 2
5. Le secret de Jade - Partie 1
6. Le secret de Jade - Partie 2

### Saison 11 (2024)
Cette onzième saison est diffusée à partir du 15 février 2024 sur TF1.
Les deux premiers épisodes ont notamment été tournés dans les communes de Marseille, Martigues, Port-de-Bouc et Saint-Zacharie.
1. Le mensonge - Partie 1
2. Le mensonge - Partie 2
3. Je suis Vanessa - Partie 1
4. Je suis Vanessa - Partie 2
5. Le cavalier blanc - Partie 1
6. Le cavalier blanc - Partie 2

### Saison 12 (2025)
Cette douzième saison est diffusée en Belgique depuis le 19 avril 2025 sur La Une et en France depuis le 24 avril 2025 sur TF1. Elle marque le départ de Jonathan, interprété par Alexandre Achdjian.
1. Secrets de vacances[7] - Partie 1
2. Secrets de vacances - Partie 2
3. Les risques du métier - Partie 1
4. Les risques du métier - Partie 2
5. Chez les autres - Partie 1
6. Chez les autres - Partie 2